# Ștefan Ștefănescu (general)
Ștefan Ștefănescu (n. mai 1865 – d. decembrie 1939) a fost un general român, care a îndeplinit funcțiile de comandant al Corpului Grănicerilor (26 iunie - 13 noiembrie 1913 și 9 noiembrie 1921 - 10 februarie 1922) și comandant al Jandarmeriei Române (8 ianuarie 1919 - 5 august 1920, 9 februarie 1922 - 1 aprilie 1927).

## Biografie
S-a născut în mai 1865. A absolvit Școala de ofițeri de infanterie și geniu, promoția 11 iunie 1886. Ștefan Ștefănescu a îndeplinit funcția de comandant al Corpului Grănicerilor în perioada 26 iunie - 13 noiembrie 1913, organizând eficient paza frontierei sudice a Cadrilaterului.
La intrarea României în Primul Război Mondial îndeplinea funcția de comandant al Regimentului 61 Infanterie, cu gradul de colonel. A luat parte la luptele de la Predeal și din jurul Bucureștilor, iar mai târziu la cele din Moldova în calitate de comandant al Brigăzii 16 Infanterie. La 1 septembrie 1917 a fost înălțat la gradul de general de brigadă. În vara anului 1918 a fost numit comandant al garnizoanei Iași, iar în anul următor prefect al Poliției Capitalei.
A îndeplinit după război funcția de comandant al Jandarmeriei Române (8 ianuarie 1919 - 5 august 1920), apoi a revenit pentru o scurtă perioadă la comanda Corpului Grănicerilor (9 noiembrie 1921 - 10 februarie 1922), organizând paza frontierei cu U.R.S.S., Ungaria și Bulgaria și făcând propuneri legislative pentru stabilirea precisă a atribuțiilor grănicerilor și organizarea eficientă a activităților desfășurate. A fost numit din nou comandant al Jandarmeriei Române (9 februarie 1922 - 1 aprilie 1927). A condus trupele Jandarmeriei aproape 8 ani, când a fost trecut în rezervă din oficiu pentru limită de vârstă, cu gradul de general de divizie.
A decedat în decembrie 1939, la vârsta de 74 de ani.
Printre realizările generalului Ștefan Ștefănescu în calitate de comandant al Jandarmeriei Române se numără::
- la propunerea lui, la 1 mai 1919, a fost constituit Batalionul de Jandarmi Moldova pentru serviciul de poliție pe întreg teritoriul Bucovinei unite cu România, ce avea ca misiune asigurarea ordinii interne și contracararea acțiunilor de subminare a siguranței Statului Român;
- sub comanda sa au fost întărite structurile de jandarmi de pe întreg teritoriul României, efectivele Jandarmeriei mărindu-se, în anul 1920, cu un număr de 2.000 de militari;
- sub patronajul său, a apărut la 15 decembrie 1922 primul număr din „Revista Jandarmeriei”, publicație ce activează și în prezent la nivelul Jandarmeriei Române.

Începând cu luna iulie 2005, prin ordin al Ministrului Administrației și Internelor, Inspectoratul de Jandarmi Județean Giurgiu a primit denumirea onorifică „General de divizie Ștefan Ștefănescu”.